# Härlöv, Alvesta kommun
Härlöv är en kyrkby och småort i Alvesta kommun och i Härlövs socken. Bebyggelsen avgränsades av SCB till en småort 1995 men denna avregistrerades 2020 då antalet invånare understeg 50, men återfick denna klassificering vid avgränsningen 2023.
Byn är mest känd för att den är oskiftad samt att klockstapeln till Härlövs kyrka är landets äldsta och uppfördes 1485.  I anknytning till Härlöv finns småbyarna Borshult, Arnanäs och Boda.